# 崎田喜美枝
崎田 喜美枝（さきた きみえ、1935年3月30日 - 2020年9月1日 ）は、日本のファッション・デザイン研究者、学校法人関西女子学園理事長、宝塚大学学長。英字表記は「Kimmy Sakita」。大阪府出身。芸術学博士。

## 経歴
1962年、渡米してニューヨーク州立ファッション工科大学でファッションを学び、その後、パリのランバンのアトリエでの研修を経て、帰国後の1970年に『ファッションデザイン』を出版した。
関西女子美術短期大学（宝塚造形芸術大学短期大学部の前身）教授を経て、池田正男とともに1987年の宝塚造形芸術大学（宝塚大学の前身）創設に参画する。
宝塚造形芸術大学教授となり、その後、長く副学長を務め、学長に就任した。
2004年、「Computer fashion design：Collaborative fashion approach」により、宝塚造形芸術大学（宝塚大学の前身）から博士（芸術学）を取得した。
池田正男の死去後、学校法人関西女子学園理事長となった。
また、この間、社団法人日本デザイン文化協会大阪支部長を務めた。
2015年2月21日、再度、宝塚大学学長に就任した。

## おもな業績

### 単著
- ファッションデザイン、服飾手帖社、1970年
  - ファッションデザイン、関西女子美術短期大学出版局、1975年
- パターンメーキングとグレーディングテクニック：パターンの基礎技法の原理から展開へ、関西女子美術短期大学出版局、1981年
- ファッションポートフォリオ：研究・作品・評論、同朋舎出版、1986年
- パターンメイキングとグレーディングテクニック：パターンの基礎技法の原理から展開へ、同朋舎出版、1991年
- ファッションディレクション：感性工学アプローチ、同朋舎出版、1992年
- ファッションアート アンド デザイン：芸術解剖にもとづく服飾デザインの基礎と応用、同朋舎出版、1993年
- コンピュータファッションデザイン：Collaborative fashion approach、宝塚造形芸術大学出版局、1999年
- Fashion art：芸術解剖にもとづくファッションデザインの発想、宝塚造形芸術大学出版局、2003年
- Fashion branding：new luxury branding & MOT、宝塚造形芸術大学出版局、2006年

### 編著
- Basic sewing：アパレルテクノロジー、宝塚造形芸術大学出版局、2000年
- 立体裁断：基礎技法からデザインへ、宝塚造形芸術大学出版局、2002年